# Франтішек Веселий
Франтішек Веселий (чеськ. František Veselý, 7 грудня 1943, Прага — 30 жовтня 2009) — чехословацький футболіст, що грав на позиції нападника.
Більшу частину кар'єри провів у «Славії», а також виступав за національну збірну Чехословаччини. У складі збірної — чемпіон Європи.

## Клубна кар'єра
Народився 7 грудня 1943 року в місті Прага. Вихованець футбольної школи клубу «Славія».
У дорослому футболі дебютував 1962 року виступами за команду клубу «Дукла» (Прага), в якій провів два сезони.
1964 року повернувся в «Славію». Відіграв за празьку команду наступні шістнадцять сезонів своєї ігрової кар'єри, взявши участь у 404 матчах чемпіонату Чехословаччини, а загалом провів 920 ігор для «червоно-білих».
На завершенні кар'єри виступав у Австрії. У сезоні 1980/81 він провів 20 ігор за «Рапід» (Відень), потім з 1981 по 1983 рік він виступав за «Цветль», а завершив професійну ігрову кар'єру у клубі «Ферст Вієнна», за який виступав протягом 1983—1984 років.

## Виступи за збірну
19 вересня 1965 року дебютував в офіційних матчах у складі національної збірної Чехословаччини у відбірковому матчі до чемпіонату світу 1966 року проти збірної Румунії. Всього у тому відбірковому турнірі провів 4 матчі.
Веселий став одним з найкращих гравців вирішальної зустрічі відбіркового турніру до чемпіонату світу 1970 року з командою Угорщини, який пройшов 3 грудня 1969 року на нейтральному полі в Марселі. Незадовго до перерви він був збитий у штрафному майданчику, пенальті реалізував Андрей Квашняк. На початку другого тайму з подачі Квашняка вже сам Веселий переправив м'яч у ворота, а на 66-й хвилині він заробив штрафний, з якого третій гол забив Йозеф Адамець. Матч завершився перемогою збірної Чехословаччини з рахунком 4:1. В результаті його збірна кваліфікувалась на турнір, що проходив у Мексиці. Виходив на поле у всіх трьох матчах чехословацької збірної на чемпіонаті світу 1970 року.
Згодом у складі збірної був учасником чемпіонату Європи 1976 року в Югославії, здобувши того року титул континентального чемпіона. На турнірі забив третій гол у півфінальному матчі проти збірної Нідерландів. У фінальній грі Веселий вийшов на заміну на 109 хвилині і мав пробивати шосте післяматчеве пенальті, втім його збірна зуміла перемогти ще до цього удару.
Після цього успіху Веселий зіграв лише три гри, останню 23 березня 1977 року проти Греції (4:0). Протягом кар'єри у національній команді, яка тривала 13 років, провів у формі головної команди країни 34 матчі, забивши 3 голи..
Помер 30 жовтня 2009 року на 66-му році життя від серцевої недостатності.

## Титули і досягнення
- Чемпіон Чехословаччини (2):

«Дукла» (Прага): 1962–63, 1963–64
- Чемпіон Європи (1):

Чехословаччина: 1976